# Липове (Прилуцький район)
Ли́пове — село в Україні, у Прилуцькому районі Чернігівської області. Входить до складу Талалаївської селищної громади. За адміністративним поділом до липня 2020 року село входило в склад Талалаївського району, а після укрупнення районів входить до складу Прилуцького району. Населення становить 595 осіб (01.01.2024). 

## Географія
Розташоване на правому березі річки Ромен, за 5 км від залізничної станції Талалаївки.

## Історія
Липове — козацьке село. Назву села пов'язують з липовими гаями, що вкривали схили і частину однойменної заплави річки Ромен. Було центром однойменної Липівської сотні Прилуцького полку з 1649 по 1651 (неповних два роки). Липівська сотня була приєднана до Кропивненської, а 1654 року — до Красноколядинської сотні Прилуцького полку Гетьманщини.

#### Археологія
У XX столітті на території Липового було проведено ряд археологічних розкопок. Першим дослідником був Микола Макаренко. У 1911 році, завдяки йому, став відомий науковому загалу курганний могильник доби Київської Русі. Він налічує близько 1200 насипів (на початку XX століття їх було біля 5000). Недалеко від некрополя виявлене городище площею 1 гектар і неукріплене селище площею 20 гектарів.
У 80-х роках XX століття кургани Липового вивчав курганний загін археологічної експедиції Інституту археології Академії наук УРСР та Чернігівського історичного музею під керівництвом О. П. Моці. За результатами досліджень виявлено. що городище виникло в кінці І тис. і співіснувало з селищем у перші століття 2 тис. н. е.
Можна говорити про інтенсивне життя в цьому місці починаючи з першої чверті XI століття. Розкопані тут залишки матеріальної культури (різноманітні господарчі вироби, сліди ремісничих майстерень, спеціалізованої торгової діяльності, зброя) та топографічні особливості самого комплексу (близькість до води) дають підстави говорити про Липове, як про один із «караван-сараїв» на шляху Київ — Булгар. Могильник був кладовищем жителів цього караван-сараю. Археологічні та антропологічні матеріали вказують на наявність серед жителів Липівського археологічного комплексу різноетнічних елементів. Хоча в основному тут проживали нащадки літописних сіверян.

#### Литовсько-польська доба
За литовсько-польських часів село Липове підпорядковувалося Роменській волості Чернігівського воєводства. Роменська волость межувала з Путивльським повітом Московського царства, отже була в центрі постійних воєнних міждержавних конфліктів. Населення або винищувалося сторонами, що конфліктували між собою, або втікало у більш спокійні місця. Тогочасний Задеснянський регіон являв собою майже цілковиту пустелю, з огляду на відсутність сталої мережі населених пунктів. Але згадка про село Липове знайдена у доповідях до Путивлю Онисима Циплетєва, який очолював один із військових загонів на кордоні. Такі загони збирали і розвідувальні дані, щодо населених пунктів сусідньої держави. Московські війська постійно намагалися відтіснити колоністів, що заходили на землі путивльські і засновували там слободи, зі своїх земель. Отже з його доповідей за 1624—1625 роки і дізнаємося, що за течією річки Ромен існували слободи Медвежа (30) дворів та Липова (40) дворів. Обидві слободи не укріплені.
З моменту входження Чернігово-Сіверщини до складу Речі Посполитої розпочалася колонізація регіону. Для створення ефективної системи оборони від Московської держави, землі роздаються польським дворянам. Вони зобов'язувалися будувати замки для оборони, заселяти людьми осаджені землі та створювати сприятливі умови господарювання. З тих часів Липове згадується і в польських документах.
Спочатку городище Липове, яке знаходилося біля річки Ромен і мало 30 волок було надане у володіння К. Гоздовському, а у січні 1628 року Яну Лютомирському. Попри неодноразові підтвердження королем згаданих надань, Я. Лютомирський колонізаційних заходів на городищі не здійснював. У 1630 році Липове надане у володіння городельського старости та королівського покойового дворянина Криштофа Халенського. Він розрочав колонізаційні заходи, але став жертвою Я.Вишневецького, який вирішив «заокруглити» свої землі. Вже в 1640 році за село Липове князем був сплачений подимний податок.
Існує документ, який свідчить про надання Магдебурзького права для Липового 3 березня 1625 року. Але це право не було реалізоване.
У 1639 році французький інженер Гійом де Боплан склав рукописну Загальну карту України. Село Липове (пол. Lipowe) позначене на ній, як селище в якому є храм.

#### Козацькі часи
В результаті великого козацького повстання в Речі Посполитій 1648 року під проводом Богдана Хмельницького виникла держава Гетьманщина. Найвищою адміністративно-територіальною одиницею якої був полк, що складався з сотень. Село Липове увійшло до Прилуцького полку і стало центром Липівської сотні. Очолював полк Тимофій Носач. Але вже в «Реєстрі Війська запорізького 1649 року» «ліповчанє» входять до складу Кропивненської сотні. Із ста козаків сотні — 60 липівчани. У 1654 році липівчан приєднали до Красноколядинської сотні. Через війну багато люду втекло на Слобожанщину. Це призвело до зменшення кількості сотень у Прилуцькому полку і деякі сотні об'єднали.
Під час революції українські землі роздаються сподвижникам Б. Хмельницького, а потім козацькій старшині. До 1714 року Липове вважалося ратушним (вільним) селом, але було віддано на ранг Івану Носу, під час призначення його генеральним суддею Прилуцького полку. Після його смерті, генеральному бунчужному Якову Лизогубу, який почав скуповувати ґрунти в Липовому та сусідніх селах. Потім село перейшло у володіння його сина Іллі Лизогуба, що був одружений з Катериною Яківною Якубович. Їй він заповів село після смерті. Катерина в свою чергу заповіла Липове племіннику, ротмістру Івану Олександровичу Якубовичу.

#### Статистичні джерела
Статистичні джерела є важливими для вивчення соціально-економічних процесів у регіоні. Відомості про липівчан знаходимо у ревізіях, реєстрах, переписах. Ревізія 1629 року фіксує 40 домогосподарств. Реєстр 1649 року — 60 козацьких господарств. Перепис 1666 року — 24 домогосподарства. Таке різке зменшення, можливо, пояснює «Літопис Самовидця», де розповідається, що весною 1652 року «…в Липовом учинили задор жолніре и там на самое Воскресеніе людей вирубали…». Ревізія 1713 року фіксує вже 58 домогосподарств, ревізія 1740 — 32 д. 35 х., козаків 52 д. 57 х. 
У 1780 році у Липовому мешкало 1707 осіб.
Демографічний стрибок спостерігаємо в  XIX столітті. У виданні «Список населених місць Полтавської губернії. 1862 р.» подано дані що в селі Липовому 355 дворів, де мешкало 1163 чоловіків та 1179 жінок.

#### XIX століття
На початку століття село Липове стає центром Липівської волості Роменського повіту Полтавської губернії.
Головним заняттям населення було сільське господарство. Сіяли жито, ячмінь, овес, пшеницю, гречку, просо. Тютюн переважав серед технічних культур. За обсягами посівів Роменський повіт входив до першої трійки у Полтавській губернії. Вирощували корів, кіз, овець, свиней. У кінці XIX століття скорочується поголів'я волів, зростає — коней. На кінець століття статистичні джерела фіксують у Липовому 3 постоялі двори, 5 кузень, 40 вітряків, 6 маслобоєнь. Два рази на рік в селі проводились ярмарки, щонеділі — торг.
До селянської реформи 1861 року більшість жителів Липового були вільними козаками, але були і панські. Вони належали поміщикам Якубовичам та Кольчевським. Після реформи відбулося зменшення дворянського землеволодіння та розшарування селянства. З'явилися помістя заможних селян: Калимана, Бабійчука, Легкодуха, Прядки та інших. Частина селян заснували хутори попід лісом: Химулі, Довгалі, Артюхи, Баштові тощо.
У селі було дві церкви: величний Спасо-Преображенський собор та Покровська церква, яка належала поміщику Якубовичу. З 1863 року діяла парафіяльна школа.

#### XX століття
Століття розпочалося важливими подіями для села. У 1905 році побудовано і освячено цегляний Спасо-Преображенський собор, в 1913 році — земську школу. 
У 1912 році населення становило 2869 осіб, з них 1430 чоловіків та 1439 жінок.
У 1917—1919 роки у селі кілька разів змінювалася влада. Остаточно радянська окупація затвердилася у грудні 1919 року.
У 1920-х роках розпочинається колективізація. Були створені артілі «Перемога» та «Вперед». Згодом на території села почали діяти п'ять колективних господарств, які в 1940 році об'єднані в колгосп «3-й Вирішальний».
У 1923 році село Липове увійшла до складу новоствореного Великобубнівського району Роменської округи. В 1933 році — до Талалаївського району Чернігівської області, а в 1939 Талалаївський район приєднали до Сумської області. З 1966 року Липове, у складі Талалаївського району, підпорядковане Чернігівській області.
Наприкінці 1910-х років в колишній садибі поміщика Кольчевського відкрито дитячу трудову колонію для підлітків-правопорушників та дітей сиріт. У 1920 році замість колонії тут відкрито районну лікарню, яку очолив Степан Іванович Музиченко. Після війни в садибі розмістили тубдиспансер.
Цегляний будинок поміщика Якубовича було розібрано для будівництва в центрі села приміщення клубу, який проіснував до 1980-х років.
Під час організованого радянською владою Голодомору 1932—1933 років померло щонайменше 242 жителі села.
6 травня 1934 року, на вістрі боротьби радянської влади проти релігії та церкви, було спалено Спасо-Преображенський собор.
15 вересня 1941 року, під час німецько-радянської війни, німецькі війська захопили село Липове. На фронтах війни загинуло 157 односельців, на пошану загиблим у 1968 році в селі встановлено пам'ятник. 14 вересня 1943 року війська Воронезького фронту відвоювали село від німецьких окупантів.
Після війни починається відбудова села. Відновлюється колгосп «3-й Вирішальний». В 1963 році колгоспи сіл Липове і Скороходове об'єднали, але у 1965 році знову роз'єднали. Колгосп села Липове отримав назву «20-річчя Перемоги». Розпочалися меліоративні роботи, внаслідок яких було створено торфодільницю. Вона, протягом майже тридцяти років, забезпечувала паливом та роботою жителів району. В кінці 1990-х запаси торфу скінчилися і дільниця припинила своє існування.
В 1978 році створено колгосп «Дружба». Понад двадцять років ним керував Заслужений працівник сільського господарства Назаренко Володимир Якович. За високі здобутки нагороджений орденами Леніна, Знак Пошани та Трудового Червоного Прапора. Колгосп стає «міліонером». Спеціалізується на вирощуванні яловичини, свинини, зернових культур та цукрових буряків. В 70-80 роках будується нова школа, будинок культури, дитячий садок, їдальня, медамбулаторія, пошта, будинки для колгоспників. Багато працівників нагороджені орденами та медалями, зокрема: Тимошенко І. Я., Динник В. М., Вітряченко В. І. та І. І., Кобиш О. М., Лут О. В. та інші.
У 1990-х роках в селі Липовому створено СТОВ агрофірма «Горизонт» під керівництвом Марченка Анатолія Гавриловича, яка є однією з передових у районі. Вона займається вирощуванням зернових культур, молочно-м'ясним скотарством та свинарством. Нині господарство очолює Марченко Ігор Анатолійович.
2005 року на кошти мецената Голуба Михайла Павловича, який народився в Липовому, було побудовано Спасо-Преображенську церкву на місці зруйнованої у 1930-х роках.
Заслуженою славою в селі і районі користується народний жіночий фольклорний ансамбль «Берегиня» (керівник Кривенко В. І.)
До 2017 року було центром сільської ради.

## Відомі люди
- Головко Володимир Петрович (1942—2002) — український живописець.
- Якубович Олександр Якович (1739—1810) — генерал-майор, останній прилуцький полковник (1773—1781).
- Якубович Олександр Іванович (1796—1845) — учасник повстання 14 грудня 1825 року на Сенатській площі в Санкт-Петербурзі[джерело?].